# Liste de revues d'histoire
« Revue historique » redirige ici. Pour la revue française, voir Revue historique (France).
Ces listes répertorient un certain nombre de revues francophones et étrangères d'histoire et d'historiographie.
Il s'agit de revues de recherche, principalement de revues scientifiques, avec un comité de lecture.

## Les listes de revues francophones et internationales d'histoire
Il existe un certain nombre de listes de revues internationales, dans le domaine de l'histoire. Pour ce qui concerne les revues scientifiques françaises et internationales, une liste de revues considérées comme référentes dans le domaine de l'histoire a été déterminée, en 2012, par une commission disciplinaire regroupant des représentants des sections du CoNRS et du CNU (21e section), des membres de l’Institut universitaire de France, des personnalités qualifiées étrangères et des délégués scientifiques de l'AÉRES (devenue depuis HCERES). Cette liste est disponible sur le site de l'AÉRES, accompagnée d'un référentiel concernant notamment les critères d'établissement de sa liste (p. 33 pour la caractérisation des revues et p. 35 pour les listes de revues).

## Listes
- Liste de revues historiques par ordre alphabétique
- Liste de revues historiques par année de création
- Liste de revues historiques par langue